# 二子島
二子島（ふたごじま）は、徳島県海陽町と高知県東洋町に位置する無人島。別名は双子島。

## 地理
徳島県海陽町の高知県東洋町の境界に位置。島は二つ並びに浮かび、高知県の最東端となっている。
約1200年前、紀州の熊野神社のご神体が12に分かれ、うち一つが金の鳥になり、この島の松の木に止まった。これをお迎えして熊野神社を創建したという伝説が残されている。